# Mark McNee
Pour les articles homonymes, voir McNee.
Mark McNee, né le 9 juillet 1981 à Adélaïde est un patineur de vitesse sur piste courte australien.

## Biographie
Il participe aux épreuves de patinage de vitesse sur piste courte aux Jeux olympiques de 2002. À Turin, en 2006, il arrive sixième du relais avec Lachlan Hay, Stephen Lee et Elliot Shriane.